# 兵庫 (小惑星)
兵庫（ひょうご、6879 Hyogo）は、太陽系の小惑星のひとつ。火星と木星の間で楕円軌道を公転している。兵庫県加美町（現多可町）の千ヶ峰観測所で発見された。

## 命名
発見者の伊藤和幸により命名（小惑星回報26736号）された。兵庫県はこの小惑星を発見した時の観測地であるとともに、1995年の阪神・淡路大震災からの復興をとの願いが込められている。なお国際天文学連合からの命名証は現在では兵庫県立西はりま天文台で展示されている。